# Carmen Ollé
Carmen Ollé, (Lima, Peru, 29 de julho de 1947) é uma poetisa, narradora e crítica peruana. É a mais poeta com mais conspicuidade representante da poesia feminina no Peru, junto com Branca Varela.